# Letiště Holešov
Letiště Holešov (ICAO: LKHO, IATA: GTW) bylo vnitrostátní veřejné civilní letiště u Holešova ve Zlínském kraji. Sloužilo pro pravidelné linky, ale také pro zemědělské letouny, vojenským výsadkářům, a velké zázemí zde měly aerokluby a kluby leteckých modelářů. 

## Historie
Bylo založeno v roce 1946, protože Zlínu a firmě Baťa nedostačovalo letiště v Otrokovicích. Původní plány výstavby byly velkolepé – zahrnovaly tři dráhy, šest hangárů, řídicí věž, dílny, prostory pro cestující. Skutečná výstavba podnikového letiště začala teprve po komunistickém převratu, v lednu 1949, avšak ve skromnějším měřítku. Nástupnickou organizací firmy Baťa, národním podnikem Svit Gottwaldov, byl v roce 1950 zrealizován pouze jeden hangár, bytový dům pro zaměstnance a dvě palivové nádrže. Výstavba letiště byla dokončena v roce 1952. Od 1. dubna 1953 začalo letiště sloužit pro civilní lety. A ve stejném roce byla na letišti zřízena meteorologická stanice, která zde nepřetržitě působí až do dnešní doby. Holešovské letiště sloužilo také sportovnímu létání. Místní aeroklub měl samostatnou budovu s vlastní řídící věží.
Létala odtud letadla jako Iljušin Il-14, později Let L-410. Každý všední den odsud Československé aerolinie provozovaly přímé lety do Prahy. Později se opět objevila snaha postavit novou pevnou ranvej, která měla být dlouhá 2400 metrů a vhodná pro například Tupolev Tu-154 avšak nakonec byla zpevněna pouze pojezdová dráha mezi hangáry a ranvejí, která po celou dobu provozu letiště zůstala jen travnatá. V 50. letech se s letištěm počítalo také jako se záložním letištěm pro armádu a příležitostně jej využíval 28. letecký bitevní pluk z Brna. Nejpozději od roku 1956 proto holešovské letiště figurovalo na seznamu cílů pro americké jaderné zbraně.
Po další změně režimu, v roce 1990, se znovu uvažovalo o vybudování betonové dráhy s délkou zhruba dva kilometry, ale z plánu opět sešlo, jelikož se obyvatelé okolních obcí postavili proti. V roce 1992 bylo letiště privatizováno a majitelem se stala společnost Top Air. Její nástupnická organizace TTT Air ho v roce 2006 prodala Zlínskému kraji, aby zde postavil průmyslovou zónu. Oficiálně letiště skončilo 31. března 2009.
Někdejší prostor letiště příležitostně slouží přehlídkám a soutěžím leteckých modelářů, kteří v Holešově působí od roku 1965.

## Prehistorické nálezy
Při budování letiště v roce 1950, a jeho následných modernizacích bylo odkryto rozsáhlé pohřebiště nitranské kultury a posléze při přestavbě letiště na průmyslovou zónu od roku 2007 bylo jihovýchodně od pohřebiště objeveno sídliště z téhož období. V prostoru letiště jsou doložené rovněž nálezy únětické kultury a kultury zvoncovitých pohárů.